# Instituto de Estudios del Autogobierno
El Instituto de Estudios del Autogobierno (IEA) es un centro de investigación vinculado al Gobierno de Cataluña y que está situado en el Palau Centelles, en Barcelona. El IEA lleva a cabo funciones de asesoramiento, planificación, impulso y participación en la supervisión de las actuaciones en materia de desarrollo del autogobierno y sus instituciones, y promueve la investigación en relación con la organización territorial del poder. Su director asesora al presidente de la Generalidad de Cataluña —de quien depende funcionalmente— con relación al establecimiento y despliegue de las directrices generales de la acción del Gobierno en materia de autogobierno. Asimismo, asesora y propone al titular del Departamento de la Presidencia las directrices políticas generales de la acción de gobierno en relación con el desarrollo del autogobierno; y define, planifica, propone e impulsa las medidas, iniciativas y actuaciones de los departamentos dirigidas al desarrollo del autogobierno y sus instituciones.
A estos efectos, el Instituto trabaja con equipos multidisciplinares (jurídicos, políticos, económicos, etc.) tanto desde una perspectiva teórica y de política comparada, como desde la perspectiva aplicada a casos concretos. La actividad de investigación del Instituto incluye la colaboración con otras instituciones y entidades públicas y privadas, y se complementa con la difusión de estudios y trabajos, la organización de seminarios, varios programas de becas de investigación, la edición de varias colecciones de libros, así como de una revista semestral (revista de Estudios Autonómicos y Federales - Journal of Self-Government).

## Historia
En 1984 el Gobierno de Cataluña creó el Instituto de Estudios Autonómicos. La primera gran obra editada por esta unidad fue el estudio Comentarios sobre el Estatuto de Cataluña (1988). A partir de entonces, el Instituto fue protagonista del despliegue del autogobierno catalán. Durante las décadas de 1980 y 1990 publicó obras relacionadas con la autonomía y organizó seminarios especializados en la cuestión. El Instituto tuvo un papel clave en la elaboración y el impulso de la reforma del Estatuto de Autonomía. En concreto, en 2003 publicó el Informe sobre la reforma del Estatuto. Posteriormente, el Instituto también se convertiría en un actor relevante en el debate sobre el futuro del autogobierno y los procesos de secesión de la política comparada.
El 1 de marzo de 2016 el Decreto 201/2016 de reestructuración del Departamento de la Presidencia asignó el ámbito competencial sobre el impulso del despliegue del autogobierno a esta unidad y modificó el nombre del Instituto, que pasó a denominarse Instituto de Estudios del Autogobierno. Cuando se recuperó el autogobierno catalán después de las elecciones al Parlamento de Cataluña del 21 de diciembre del 2017 —posteriores al referéndum del 1 de octubre de aquel año— el IEA retomó sus actividades institucionales y de investigación. En 2019 publicó las versiones catalana e inglesa de los informes 1) Democracias y referendos de independencia: El caso de Cataluña y 2) Autogobierno y relaciones intergubernamentales en las democracias actuales: El caso de Cataluña.
El Decreto 21/2021, del 25 de mayo, de creación, denominación y determinación del ámbito de competencia de los departamentos de la Administración de la Generalidad de Cataluña atribuye al Departamento de la Presidencia el impulso al despliegue del autogobierno y, a estos efecto, adscribe al mismo, como organismo, al Instituto de Estudios del Autogobierno.

## Dirección
| Director                      | Periodo           |
| ----------------------------- | ----------------- |
| Josep Maria Vilaseca i Marcet | 1985 - 1994       |
| Antoni Bayona i Rocamora      | 1994 - 2003       |
| Enric Fossas i Espadaler      | 2003 - 2004       |
| Carles Viver i Pi-Sunyer      | 2004 - 2017       |
| Ferran Requejo i Coll         | 2018 - 2021       |
| Joan Ridao y Martín           | 2021 - actualidad |